# Marineküstenpolizei
Marineküstenpolizei (MKP) var den tyska marinens, Kriegsmarines, krigspolis under andra världskriget.
MKP bildades efter den tyska ockupationen av Danmark och Norge våren 1940. Efter ockupationen av Nederländerna byggdes organisationen ut ytterligare. MKP:s verksamhetsområde omfattade det tyska kustområdet med tillhörande stränder, flodmynningar och hamnar. I de ockuperade områdena ingick förutom kustområdet även floder och sjöar.

## Uppdrag
- Militärpolis för Kriegsmarine[1] - de kallades även "die blauen Kettenhunde" (de blå kedjehundarna). 
  - Ordning och disciplin i förband och vid fartyg insatta i kustområden eller i hamnar.
  - Brottsbekämpning inom Kriegsmarine

- Säkerhetsförband[1]
  - Skydd och bevakning av floder och flodmynningar
  - Skydd och bevakning av fiskerier
  - Kustövervakning
  - Förhindra flykt från ockuperade områden
  - Medverka i den militära underrättelsetjänsten

## Personal
MKP:s personal bestod av inkallade poliser och polisreservister (pensionerade och förtidsavgångna sjöpoliser, skeppare, slusspersonal och fiskeriuppsyningsmän) från Wasserschutzpolizei (WSP). De bar till att börja med Sjöpolisens uniform, men tilldelades från 1941 marinuniform. På denna bar personalen på vänstra överarmen Orpos tjänstemärke och på vänstra underarmen ett blått ärmband med gul kant med texten "Marineküstenpolizei" i gult. Under tjänsteutövning bars en vaktbricka med texten "Marineküstenpolizei".

## Tjänstegrader
Personal från WSP tilldelades en militär grad som motsvarade deras tjänstegrad i polisen enligt tabellen nedan (gällde från 1941). De som innehade högre militär grad i marinens reserv använde denna grad.
| Wasserschutzpolizei                             | Marineküstenpolizei                 |
| ----------------------------------------------- | ----------------------------------- |
| Rottwachtmeister                                | Maat der MKP                        |
| Wachtmeister                                    | Obermaat der MKP                    |
| Oberwachtmeister                                | Feldwebel der MKP                   |
| Revieroberwachtmeister                          | Oberfeldwebel der MKP               |
| Hauptwachtmeister (med mindre än 12 års tjänst) | Oberfeldwebel der MKP               |
| Hauptwachtmeister (med mer än 12 års tjänst)    | Stabsoberfeldwebel der MKP          |
| Meister                                         | Sonderführer (Leutnant der MKP)     |
| Revierleutnant                                  | Sonderführer (Oberleutnant der MKP) |
| Revieroberleutnant                              | Sonderführer (Oberleutnant der MKP) |